# Sandra Sánchez
Sandra Sánchez Jaime (Talavera de la Reina, 16 de septiembre de 1981) es una deportista española que compitió en karate (cinturón negro sexto dan). Es considerada la mejor de la historia en la categoría de kata femenino individual al ser número 1 del ranking por la Federación Mundial de Karate (WKF) después de permanecer durante seis años consecutivos como líder de la clasificación mundial.
Es campeona olímpica (2020), bicampeona mundial (2018 y 2021) y siete veces campeona europea (2015, 2016, 2017, 2018, 2019, 2021 y 2022). Ganó la triple corona (Juegos Olímpicos, Mundial y Europeo) en el mismo año (2021). También ganó los Juegos Europeos en dos ediciones (2015 y 2019), los Juegos Mundiales (2022), los Juegos Mediterráneos (2016) y los Juegos Mundiales de Playa (2019), consiguiendo así todos los grandes títulos. Además, terminó el año como número uno de la clasificación mundial en seis ocasiones consecutivas (2015, 2016, 2017, 2018, 2019 y 2021); siendo 8 veces consecutivas campeona de España absoluto (2015, 2016, 2017, 2018, 2019, 2020, 2021 y 2022), entre otros muchos títulos, entre los que destacan las 19 medallas de oro del Karate1 Premier League, 5 del Karate1-Series A, 2 Copas Intercontinentales, el Campeonato Iberoamericano o el Campeonato Europeo Universitario.
Junto a su pareja y entrenador, Jesús del Moral, ha creado la plataforma de enseñanza Chikaraclub.com. Jefa del Comité de Atletas en IWGA. Además, es licenciada en Ciencias de la Actividad Física y del Deporte , ha cursado el MBA en La Liga. Y ha creado y es CEO de PodiumVIP.es

## Trayectoria
Nació el 16 de septiembre de 1981 en Talavera de la Reina. Con cuatro años, los padres de Sánchez la llevaron a clases de baile mientras que a su hermano le apuntaron a karate. Sin embargo, ella quería practicar el mismo arte marcial que su hermano y, finalmente, lo logró. Es licenciada en Ciencias de la Actividad Física y del Deporte (INEF) por la Universidad de Castilla-La Mancha. Cuidar de su madre le alejó de los cauces formales establecidos para formar a deportistas de élite en un Centro de Alto Rendimiento (CAR).
Vivió en Australia, donde no dejó de dar clases de karate. Volvió a España y gracias a su entrenador, Jesús del Moral, encontró el apoyo necesario para dar el salto definitivo. En Dubái, el Shabab Al-Ahli Dubai FC se fijó en ella y la ficharon para enseñar y competir en su nombre. Vivió allí durante dos años, logrando dos campeonatos de Europa. 
Sánchez hizo historia en 2015 al ser la primera karateca española en la modalidad de katas que conseguía alzarse con el primer puesto de la Liga Mundial de Karate. Con estos méritos, fue cómo se le abrieron las puertas de la selección española que antes le cerraron por "ser demasiado mayor". Reside en el CAR de Madrid y está apoyada por la Federación Española de Karate.
En 2018 fue reconocida por la Federación Mundial de Karate como la mejor karateca de la historia en la categoría de kata femenino después de permanecer durante tres años seguidos como líder del ranking. En noviembre obtuvo su primer título mundial en Madrid.
En julio de 2022 puso fin a su carrera con una nueva victoria: el oro en katas en los Juegos Mundiales de Kárate, celebrados en Birmingham (Estados Unidos). Era el único gran torneo que le faltaba y se impuso a la japonesa Hikaru Ono para finalizar su carrera deportiva, considerada como la mejor karateca de la historia.

## Palmarés
Participó en los Juegos Olímpicos de Tokio 2020, obteniendo una medalla de oro en la prueba femenina. En los Juegos Europeos consiguió dos medallas, oro en Bakú 2015 y oro en Minsk 2019.
Ganó tres medallas en el Campeonato Mundial de Karate entre los años 2016 y 2021, y siete medallas en el Campeonato Europeo de Karate entre los años 2015 y 2022. Sin olvidar la medalla de oro en los Juegos Mundiales de 2022.
Además, obtuvo ocho medallas de oro consecutivas en el Campeonato de España entre los años 2015 y 2022, y un total de 37 medallas en los torneos Karate1 Premier League (19 de oro, 10 de plata y 8 de bronce).
| Juegos Olímpicos   | Juegos Olímpicos            | Juegos Olímpicos  | Juegos Olímpicos |
| Año                | Lugar                       | Medalla           | Prueba           |
| ------------------ | --------------------------- | ----------------- | ---------------- |
| 2020               | Tokio (Japón)               | Medalla de oro    | Individual       |
| Campeonato Mundial |                             |                   |                  |
| Año                | Lugar                       | Medalla           | Prueba           |
| 2016               | Linz (Austria)              | Medalla de bronce | Individual       |
| 2018               | Madrid (España)             | Medalla de oro    | Individual       |
| 2021               | Dubái (EAU)                 | Medalla de oro    | Individual       |
| Juegos Europeos    |                             |                   |                  |
| Año                | Lugar                       | Medalla           | Prueba           |
| 2015               | Bakú (Azerbaiyán)           | Medalla de oro    | Individual       |
| 2019               | Minsk (Bielorrusia)         | Medalla de oro    | Individual       |
| Campeonato Europeo |                             |                   |                  |
| Año                | Lugar                       | Medalla           | Prueba           |
| 2015               | Estambul (Turquía)          | Medalla de oro    | Individual       |
| 2016               | Montpellier (Francia)       | Medalla de oro    | Individual       |
| 2017               | İzmit (Turquía)             | Medalla de oro    | Individual       |
| 2018               | Novi Sad (Serbia)           | Medalla de oro    | Individual       |
| 2019               | Guadalajara (España)        | Medalla de oro    | Individual       |
| 2021               | Porec (Croacia)             | Medalla de oro    | Individual       |
| 2022               | Gaziantep (Turquía)         | Medalla de oro    | Individual       |
| Juegos Mundiales   |                             |                   |                  |
| Año                | Lugar                       | Medalla           | Prueba           |
| 2022               | Birmingham (Estados Unidos) | Medalla de oro    | Individual       |

## Historial y resultados
| - 2004 Campeonato Inter-Universitario - 2004 Nacional Universitario - 2011 Campeonato Europeo Universitario Sarajevo - 2014 Copa Intercontinental La Coruña - 2015 Abierto de Turquía - 2015 Campeonato de España - 2015 Campeonato Iberoamericano - 2015 Copa Internacional de España - 2015 Campeonato de los Emiratos Árabes Unidos - 2015 Abierto de Egipto Premier League - 2015 Copa Internacional Mabuni - 2015 Abierto de Salzburgo Premier League - 2015 Abierto de Brasil Premier League - 2015 Campeonato de Asia Club - 2015 Copa Intercontinental Femenina, Leganés - 2016 Juegos del Mediterráneo - 2016 Abierto de Turquía - 2016 Campeonato de España - 2016 Copa Iberoamericana - 2016 Abierto de Dubái Premier League - 2016 Abierto Internacional El Cairo - 2016 Campeonato de los Emiratos Árabes Unidos - 2016 Abierto de Egipto Premier League - 2017 Trofeo Internacional Villa de Madrid - 2017 Copa Intercontinental de España, La Palma - 2017 Karate 1 – Series A, Toledo - 2017 Campeonato de España Universitario - 2017 Abierto de Estados Unidos - 2017 Abierto de Dubái Premier League - 2017 Campeonato de España Absoluto - 2017 Liga Nacional - 2017 Copa Intercontinental Femenina de Torrelavega - 2018 Karate 1 – Series A, Shanghái - 2018 Karate 1 – Series A, Santiago de Chile - 2018 Campeonato de España Absoluto - 2018 Campeonato de España Universitario - 2018 Abierto de Róterdam Premier League - 2018 Abierto de Dubái Premier League - 2018 Liga Nacional de Karate - 2019 Abierto de Madrid Premier League - 2019 Juegos Mundiales de Playa - 2019 Abierto de Moscú Premier League - 2019 Karate 1 – Series A, Shanghái - 2019 Karate 1 – Series A, Estambul - 2019 Campeonato de España Universitario - 2019 Abierto de Salzburgo Premier League - 2019 Abierto de Dubái Premier League - 2019 Campeonato de España Absoluto - 2020 Abierto de Dubái Premier League - 2020 Abierto de París Premier League - 2020 Campeonato de España Absoluto - 2021 Abierto de Moscú Premier League - 2021 Campeonato de España Absoluto - 2021 Abierto de Estambul Premier League - 2022 Juegos Mundiales de Birmingham, Estados Unidos - 2022 Campeonato de España Absoluto - 15 campeonatos regionales consecutivos de Castilla-La Mancha. | - 2005 Campeonato Inter-Universitario - 2007 Campeonato Inter-Universitario - 2011 Campeonato de España - 2015 Abierto de Okinama Premier League - 2015 Abierto de París Premier League - 2015 Abierto de Dubái Kata sénior - 2017 Juegos Mundiales de Varsovia - 2018 Abierto de Tokio Premier League - 2018 Abierto de Berlín Premier League - 2018 Abierto de Rabat Premier League - 2019 Abierto de Tokio Premier League - 2019 Abierto de Rabat Premier League - 2019 Abierto de París Premier League - 2015 Abierto de Alemania Premier League - 2015 Abierto de Holanda Premier League - 2017 Karate 1 – Series A, Okinama - 2017 Abierto de Leipzig-Halle Premier League - 2017 Abierto de París Premier League - 2017 Abierto de Holanda Premier League - 2018 Abierto de Estambul Premier League - 2018 Karate 1 – Series A, Guadalajara - 2018 Abierto de París Premier League |

## Premios y reconocimientos
- 2005 Medalla de Plata al Mérito Deportivo de Castilla-La Mancha.
- 2015 Premio Deportes SER Talavera.[35]
- 2015 Medalla al Mérito Deportivo del Comité Olímpico Español.[36]
- 2017 Medalla al Mérito Deportivo de Castilla-La Mancha.[37]
- 2017 Premios Ciudad de Talavera.[38]
- 2017 Premio Nacional de Deporte.[39]
- 2018 Premio de la Asociación Española de Prensa Deportiva (AEPD).[40]
- 2018 Medalla de Oro de Castilla-La Mancha.[41]
- 2018 Mejor karateca de la historia en la categoría de kata femenino en el ranking "All time" de la Federación Mundial de Kárate (WKF).[17]
- 2018 Nombrada Hija Predilecta de la Ciudad de Talavera de la Reina.[42]
- 2018 Premio anual del Comité Olímpico Español (COE).[43]
- 2018 Premio Admiral a la mejor deportista 2018 (dona su primer premio económico).[44]
- 2019 Premio Historia del Deporte Español en los II Premios Admiral al Deporte Español.[45]
- 2019 Mejor deportista del año para EFE (ex aequo con Rafael Nadal).[46]
- 2019 Premio Ribera del Tajo por los Valores.
- 2020 Entrada en el Libro Guinness de los Récords como la persona karateca con más medallas del mundo: 35 medallas, desde el 10 de enero de 2014 al 28 de febrero de 2020.[47]
- En 2021 recibe el Premio T a las Artes, las Ciencias y el Deporte de Telva.
- En 2022 es premiada en la Gala As del Deporte.
- 2022 Embajadora del Deporte en Castilla - La Mancha.
- En 2023  fue distinguida con el  Karate-Do Legend, otorgado en  Florida a las leyendas de este deporte. Es la primera mujer en recibir esta distinción que se otorga en Estados Unidos[48]
- En 2023 Cruz Blanca (Cuerpo Nacional de Policía).
- En 2023 Premio Gala Desmarcanda.
- En enero de 2024 recibe el Marca Leyenda.